# Kenya Cuevas Fuentes
Kenya Cytlaly Cuevas Fuentes (Ciudad de México, 5 de septiembre de 1983) , también conocida como Kenya Cuevas,  es activista mexicana y defensora por los derechos humanos. Tras años de lucha, consiguió que el transfeminicidio de su compañera Paola Buenrostro fuera el primer caso reconocido como transfeminicidio por la Comisión de los Derechos Humanos de la Ciudad de México  en 2019.
Es fundadora de la Asociación Civil Casa de las Muñecas Tiresias y de la Casa Hogar Paola Buenrostro; primer albergue para mujeres trans en México.  Además, es una de las principales promotoras de la Ley Paola Buenrostro y premiada y galardonada a nivel nacional en distintas ocasiones.

## Biografía
La activista, junto con sus seis hermanos mayores, crecieron bajo la tutela de su abuela materna; sin embargo, cuando ella tenía 9 años, su abuela murió a causa de un paro cardíaco, quedando al resguardo de sus hermanos, quienes la violentaban física y emocionalmente por su orientación sexual. Consecuencia de la falta de cuidados y atención por parte de sus familiares, Kenya comenzó a trabajar como empleada doméstica en las casas de sus vecinos y, al percatarse de ello,  sus hermanos ejercieron violencia económica contra ella. Cansada de soportar los abusos, se escapó de su casa a los 9 años.

### Trabajadora sexual
Comenzó a ejercer el trabajo sexual después de que una mujer trans y trabajadora sexual le aconsejara cómo acercarse a posibles clientes:
Habla con los señores de los carros y te van a llevar aquí a la vuelta, te van a pagar tanto dinero y haz lo que te pidan.
El hotel al que la llevó su primer cliente funcionaba como residencia para la comunidad transgénero y trabajadoras sexuales y,  fue ahí en donde consiguió su transición de hombre a mujer.

Pese a ser menor de edad, sus compañeras la presentaron con una madrota quien facilitó que trabajara en uno de los puntos permitidos para el trabajo sexual en Ciudad de México:
Todo el mundo quería irse conmigo y me iba muy bien. Muchos años después entendí por qué: era una niña de 9 años. Por obvias razones llegué a tener una clientela alta.
Posteriormente, a los 13 años se realizó una prueba de Virus de Inmunodeficiencia Humana la cual dio positivo; sin embargo, la defensora por los derechos humanos, aprendió a vivir con él.

#### Consumo de drogas y privación de la libertad
Kenya empezó a consumir drogas con clientes que buscaban compañía para consumir sustancias o quien les acompañara a fiestas; en consecuencia, su adicción aumentó dejándola en situación de calle por 20 años y sobreviviendo de limpiar parabrisas.
En 1999, la detuvieron y la condenan a 20 años de prisión por supuesta posesión, distribución y venta de cocaína. Fue llevada al Centro de Justicia Penal de la Ciudad de México Reclusorio Norte donde fue violentada, abusada y vendida por los custodios e internos. Y tras un ataque en defensa propia fue trasladada al Centro Femenil de Reinserción Social Santa Martha Acatitla donde cuidó a enfermos de VIH/sida, pero también les daba acompañamiento en materia de derechos desde 2005 hasta 2010. Finalmente, después de 10 años, 8 meses y 7 días, la activista logró probar su inocencia y un juez determinó la absolución del delito.

## Trayectoria en el activismo
Al salir de prisión empezó a capacitar, y a dar consejería para la prevención del VIH a sus compañeras trabajadoras sexuales en alianza con la Clínica Condesa en donde le regalaban condones y pruebas rápidas de VIH.

### Asesinato de Paola Buenrostro
El 30 de septiembre de 2016 presenció el transfeminicidio de su amiga Paola Buenrostro una mujer trans de 24 años.  Después de que observó cómo la asesinó, el mismo sujeto le apuntó con el arma y le disparó, pero el arma se encasquilló. Sus compañeras que también presenciaron el asesinato, presentaron ante el ministerio público al asesino; sin embargo, sufrieron violaciones a sus derechos humanos por ser mujeres trans y que ejercían trabajo sexual. Al finalizar la audiencia, el juez ordenó poner en libertad al asesino.
El 5 de octubre de 2016 ella y otras mujeres trans se manifestaron en la Avenida Insurgentes de la Ciudad de México, declarando que se mataba a las mujeres trans y a nadie le importaba, que a las mujeres trans no las reconocían, las violentaban, y no les daban oportunidades laborales, de salud, vivienda y de derechos humanos. Desde entonces empezó la lucha por la visibilidad y búsqueda de justicia para sus compañeras asesinadas.El 18 de julio de 2024, el Congreso de la Ciudad de México aprobó, en lo general y lo particular, la Ley Paola Buenrostro para tipificar los transfeminicidios y castigarlos con una pena de 35 a 70 años de prisión.

### Amenazas y asesinato de Pamela Sandoval
Entre 2016 y 2018 Cuevas recibió varias amenazas de muerte y además dos atentados contra su vida. El 28 de enero fue hallada sin vida Pamela Sandoval en casa de la activista en Oaxaca.

### Casa de Muñecas Tiresias
El 2 de abril de 2018 funda la asociación Casa de las Muñecas Tiresias que busca garantizar los derechos de las trabajadoras sexuales, personas en situación de calle, usuarios de drogas, personas que viven con VIH, personas privadas o exprivadas de la libertad, sin importar su orientación sexual, identidad o expresión de género. La asociación brinda asesoría a mujeres trans en el acceso a documentos de identidad oficiales, acceso a los servicios de salud, acompañamiento a las víctimas de crímenes de odio y programas de estudio, artísticas, deportivos y culturales.
Actualmente, la Casa de las Muñecas Tiresias tiene presencia en Veracruz, Acapulco, Nayarit, Morelos, Estado de México y Ciudad de México.

Además se ha encargado de los entierros de sus compañeras trans asesinadas, enfermas o en situación de calle, ella declara que:
Al principio lo hacía sola, solita, sin apenas recursos y pidiendo a los sepultureros que por favor cavaran gratis el hoyo.
Pero ahora, está construyendo el primer mausoleo para mujeres trans de México en el cementerio de San Lorenzo Tezonco, en la alcaldía Iztapalapa, en la Ciudad de México.

### Casa Hogar Paola Buenrostro
El 16 de diciembre de 2019 fundó el primer albergue para mujeres trans en México, la Casa Hogar Paola Buenrostro. Con su modelo de reinserción social y autonomía económica busca que este pueda ser replicado en otras partes del país.
En 2020, durante contingencia por COVID-19, Kenya se organizó junto un grupo de personas voluntarias para distribuir alimentos a comunidades vulnerables en la Ciudad de México.

## Premios y reconocimientos
- En 2020, la Revista Quien 50 la reconoció como una de las cincuenta personas que transforman México.
- El Congreso de la Ciudad de México la reconoció como mujer del año en la categoría defensores y defensoras de derechos humanos, en 2020.
- En 2020, el gobierno del Estado de México la reconoció como la mujer del año.
- La Revista Forbes la reconoció como una de las 100 mujeres más poderosas de México en 2021.
- En 2021 la Medalla Toyota edición olímpica le fue otorgada por su trayectoria en el activismo nacional.
- En 2021 recibió el Galardón Forjadores de México.
- En 2021 la Fundación Cuadros y Rostros le entregaron el nombramiento como Directora de Proyectos Productivos.
- En 2021 fue nombrada Mujer del Año por Mexicanas a la Vanguardia Mujeres de Valor.
- En 2022 el Sol de Oro, entregó el galardón a su mérito profesional por el Circulo Nacional de Periodistas.

## Registros documentales
- Kenya (2022), dirigido por la directora mexicana Giselda Delgadillo (2022).[25][26]
- Rebeladas (2022), dirigida por las directoras mexicanas Andrea Gautier y Tabatta Salinas Caballero.[27]